# ジョージ・ランズベリー

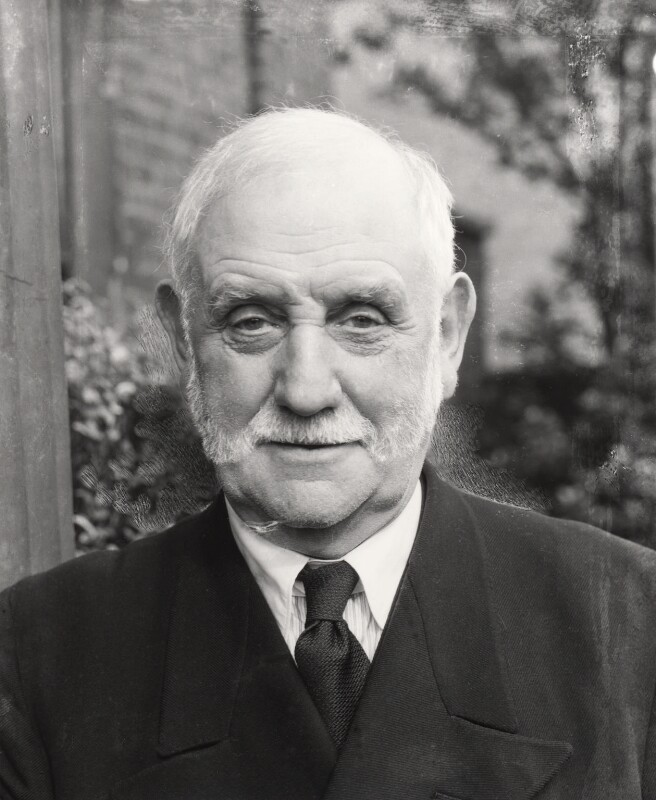
ジョージ・ランズベリー

ジョージ・ランズベリー（George Lansbury, 1859年2月21日 - 1940年5月7日）は、 イギリスの政治家、社会主義者、キリスト教的な平和主義者で新聞の編集者だった。1910年から1912年までと1922年から1940年までイギリスの下院議員で、1932年から1935年まで労働党党首を務めた。特に、ロンドンのイーストエンドに、労働者階級のための社会正義と改善生活と雇用条件のために戦う活動家でもあった。

## 生涯

### 前半生
ジョージ・ランズベリーは1859年2月21日、イングランドのサフォーク州のロウストフトとハルスワースの町の間にある税金聴取所（tollhouse）で生まれた。父サー・ジョージ・ランズベリーは、当時イギリスの東部一帯にわたる鉄道建設に雇われた移民の労働者だった。家族は当時一時的にそこに住んでいて、鉄道建設が終わるとすぐに引越しした。母アンナ・ランズベリーはウェールズの出身で、若くして嫁いできた。両親はどちらもかなりの大酒飲みだった。この事実を指摘しているジョージ・ランズベリーの義理の息子と伝記作家は、これが彼の生涯にわたる禁酒に影響を及ぼしているものと推測している。ランズベリーの母方の祖母と母は、2人とも信仰上は非国教徒であった。つまり、厳格な安息日厳守主義者で、政治的には急進主義に加担していた。ジョージは早くから政治に関心を持たされ、新聞を1ページ1ページ読むように指導された。ランズベリーは、正式には田舎の1教室しかない学校で教育を受けたことになっているが、家族とともに長く一箇所に留まったことはなかった。家族が、自分たちの故郷と呼ぶ町の中には、シデナム、グリーンウィッチもあった。1968年の末にランズベリー一家は、ロンドン東部のベスナル・グリーンに引越し、またすぐ続けてホワイトチャペルに引っ越した。

### 政治活動へ
ランズベリーの最初の政治との関わりは、1886年に入党した自由党とのそれである。彼は1886年の総選挙で、ホワイトチャペル地区におけるサミュエル・モンタギューの選挙運動員を務めた。その後、1889年には自由党の候補者としてロンドン市議会の選挙に立候補したジェーン・コブデンの活動員もしている。当時ランズベリーは、1日8時間労働の問題を緊急性を擁するものと考えていたが、1889年の全国自由同盟（the National Liberal Federation）総会での支援を得るのに失敗し、次第に自由党に幻滅を抱くようになっていく。彼はヘンリー・ハインドマンの社会民主同盟（Social Democratic Federation）と接触を持つようになり、1889年の有名なロンドン港湾ストライキの支援で、結成されたばかりの全国労働者組合（National Union of General Workers）と手をつなぐ。ランズベリーは1892年に自由党を離党し、友人たちとともに社会民主同盟（SDF）のボウとブロムリィ支部を立ち上げる。彼は組織の重要人物となり、1890年代にはSDFの議会候補として2度選挙に立候補している。その後、1903年頃には独立労働党に参加するため、SDFを離れる。1910年、ボウとブロムリー地区の代表としてイギリス下院の議員となる。前任者の保守派の議員が引退し、リベラル派が自分たちの候補を推そうとしたためである。2年後、婦人参政権を巡ってハーバート・ヘンリー・アスキスと衝突するに至り、婦人参政権の運動を支援するため1912年の選挙に立候補するべく、議席を手放すことにする。しかしこの賭けに失敗し、10年間にわたり下院に戻ることはかなわなかった。
婦人の参政権獲得のための支援を継続しながら、ランズベリーは1913年の暴動に関与し、ペントンビル刑務所に収監される。収監中にハンガーストライキを決行、「猫とネズミ法」により一時釈放される。議会では、「撃つな」というパンフレットで軍の兵士たちに軍内部でのストライキを訴えかけた著者を擁護した。
ランズベリーは1912年、社会主義者の新聞『デイリー・ヘラルド』の創刊を援助した。第一次世界大戦勃発前に編集長になり、戦争反対の論陣を張り、戦争勃発にいたっては新聞に「戦争は地獄だ」という見出しを掲げた。1922年、『ヘラルド』は資金がどうにもならないほどに底をつき、ランズベリーは新聞を労働組合会議と労働党に譲った。
1905年、ランズベリーはいわゆるハットンポプラ、エセックス州のハットンに近くになるロンドンのポプラ自治区の貧しい子どもたちのために最初の訓練施設、二次的な子どもたちのホームのモデル施設を開所させるために奔走した。ロンドンきっての貧困地区、ポプラ自治区の区長として、ランズベリーは、1921年にはポプラ税評価一揆の指揮を採った。政府やロンドン郡評議会を相手取っただけでなく、自身の党の指導者たちをも相手にしたのである。区の評議会は、集めた税金の徴税命令書をLCCに転送する代わりに、金を最底辺の人たちの援助金としてばら撒いたのである。6人の女性を含む30人の区の評議会議員が、最高裁によって6週間の禁固刑の判決を受けた。この間の評議会は、ブリクストン刑務所の中で開かれた。これは、政府が彼らの収監に不快感をつのらせ、LCCが最高裁に囚人たちの釈放を依頼するまで続いた。税評価の見直しという目的は達成され、ランズベリーは1922年の総選挙で、ボウとブロムリー地区の昔の議席を奪い返して、下院に返り咲いた。
1925年から1927年の間、ランズベリーは『ランズベリー労働週報』を編纂した。これは、エレン・ウィルキンソンやレイモンド・ボストゲートのコラムやレジナルド・ブニルの絵のある雑誌である。労働党の中でのランズベリーの立ち位置は大きくなり、1927年から1928年までの期間、議会内の労働党の議長に選出された。1929年には、ラムゼイ・マクドナルドの下、2度目の労働党内閣で、労働第一長官に就任した。この権限において彼は、数多くの公共建築の建設を推進し、サーペンタイン湖の大きな野外プールや「ラムズベリーのリド」の別名のあるハイドパークを建設した。これらの公共事業はランズベリーの名声を高め、「良い仕事（労働）第一長官」のあだ名を与えられた。彼は1929年に枢密顧問官に任じられ、終生「閣下の呼称」を許された。

### 労働党の指導者
2年後、内閣は退陣を余儀なくされる。マクドナルドはイギリス挙国一致政府をつくるため、労働党との関係を断ち切り、党は1931年の総選挙で敗北した。党の新しいリーダー、アーサー・ヘンダーソンとその脇を固める幹部はみな敗北を喫した。ランズベリーが唯一の例外で、彼が1931年に議会労働党の議長になった。それに続く数年の間にヘンダーソンは党を巡るいたるところで影響力を失い、ランズベリーがその後継者になった。
1933年6月のフルハム東地区の選挙で、ナチス・ドイツの再武装とそれに引き続き起きた国際連盟からの脱退が、選挙の争点となった。ランズベリーは、長くキリスト教的平和主義者でもあったので、党首としての立場で有権者たちに次のようなメッセージを送った。
「私はすべての新兵募集所を閉鎖し、イギリス陸軍を解散し、イギリス空軍をなくしてしまいたいと思う。私は戦争のまつわるすべての忌まわしいものを消し去ってしまいたいのです。そして、世界に向かって、「汝、忌まわしきものよ」と叫びたいのです。」

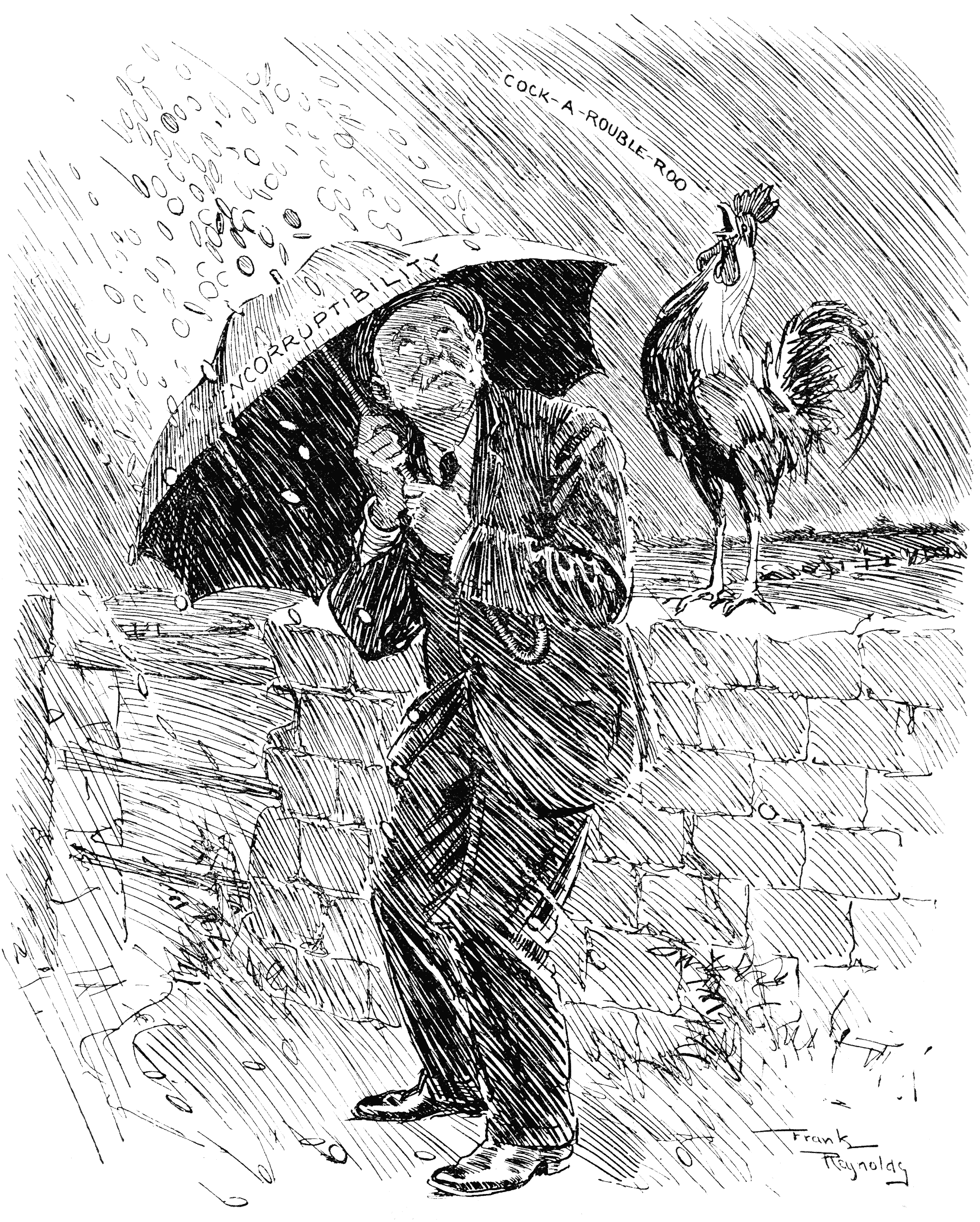
銀色の内張りのある傘を持って悪天候のもとで. 同志ランズベリー. "ありがたいことに、信頼出来るボルシェビキの友人のお陰で、雨は私には一滴も当たらないようだ。"[やかましく鳴く鳥はデイリー・ヘラルドから取ってきたものである.]
1920年9月22日の雑誌『パンチ』から取ってこられた風刺漫画、おそらくソビエト連邦が独立労働党に対して多額の資金を提供したという疑惑に基づいたもの。ランズベリーは『デイリー・ヘラルド』の創業者である。

平和主義者としてのランズベリーは、自分が率いている党の外交政策と次第に違和感を抱き、機会あるごとに党首の辞任を申し出るが、議会の同僚たちはそれを説得して思いとどまらせた。これは他に指導者の器となる人物がいなかったためだけではない。しかし、1935年にはその不一致はますます深刻で、しかも公然のものとなる。労働党内の多くの人々、特にアーネスト・ベヴィンに率いられた労働組合派は、アビシニアを攻撃したイタリアに対する制裁措置に賛同するよう党に迫った。ランズベリーは基本的にはこれに不賛成であった。労働党の党大会までの数週間の間に、ランズベリーの地位はかなりの弱体化に陥った。ここにいたって、貴族院の労働党指導者であったアーサー・ポンソンビーと、各方面からランズベリーの政治的後継者と目されていた労働党の論客で重要人物の一人でもあったスタッフォード・クリップスの2人が、彼らも制裁に反対だったのだが、自分たちがその日の主要な政治課題に不賛成の立場を採ったら党を指導していくのはもはや困難になるだろう、ということでその職を辞した。
ランズベリーはいまだ党内では絶大な人気を博していたとはいえ、人は彼の指導力がどうやって持ちこたえられるかと懸念した。党大会では議員たちが壇上に並んだ。外交政策についての議論の中で、アーネスト・ベビンがランズベリーに攻撃を仕掛けた。投票で惨敗し、ランズベリーは党主の座を降りる決心をした。その直後に招集された労働党の下院議員の集まりで、彼の退陣は不承不承ながら受け入れられた。一部には継続して支持するという議員もいた。というのも多くの議員は、ランズベリー退陣となると次の党首が、ベビン同様労働組合派に強く傾斜しているアーサー・グリーンウッドになると予想したためである。下院議員の間での投票では、38対7でランズベリーの辞意は不承認となった。しかし、ランズベリーが辞職に固執した。事ここにいたって（当初は一時的なポストと考えられたが）後継者を選ばなくてはならないことになり、グリーンウッドの名は挙がらず、党は満場一致でクレメント・アトリーを選出した。ランズベリーは、ノーモア・ウォー運動（the No More War Movement）の議長を務めた。1936年から1940年まで国際反戦運動（the War Resisters' International）の議長、1937年から1940年には平和誓約ユニオン（Peace Pledge Union）の会長も務めた。
ランズベリーは、イギリスのスペイン内戦に対する政治姿勢を批判し、スペインの平和主義者ホセ・ブロッカとも手をつないで活動した。第二次世界大戦を食い止めようと彼は、国際的な調停のための大使として、アドルフ・ヒトラー、ベニート・ムッソリーニなどヨーロッパの主要な政治指導者のもとを回った。アメリカ大統領フランクリン・ルーズベルトのもとも訪問している。
ランズベリーは1940年5月7日に北ロンドンのマナーハウス病院において、がんで亡くなった。81歳だった。

## 私生活

### 家族
ジョージ・ランズベリーは、学校時代の友人エリザベス（ベッシー）・ジェーン・ブリンと1880年に結婚した。2人は12人の子を持ち、その中にはエドガー・ランズベリー、デイジー・ランズベリーなどがいる。ジョージ・ランズベリーは、ミニー・ランズベリー、ベルファスト生まれの女優モイナ・マクギル、そして歴史家で小説家のレイモンド・ポストゲートの義父にも当たる。また、女優アンジェラ・ランズベリー、プロデューサーのエドガー・ランズベリーとブルース・ランズベリー、アニメーターで、操り人形使いオリバー・ランズベリーの祖父になる。

### ゆかりの場所
ジョージ・ランズベリーは、タワーハムレット地区のボウロード39番地に住んでいた。ここはランズベリーの死から数ヶ月後にドイツの爆撃で破壊された。その後、この場所にはコンクリートのアパートが建ち、壁にランズベリーの名と記念のプレートが嵌めこまれている。アパートの外、ボウロードとハーレーグローヴの角地に、石のランズベリーの記念碑が立っていて、そこには「民衆の偉大なる下僕」（A great servant of the people）という言葉が刻まれている。
ジョージ・ランズベリーの名前と記憶は、東ロンドンのランズベリー・エイテイトとランズベリー庭園に残されている。ロンドンと彼が生まれたサフォーク州のハルスワースには、多くの通りに彼の名が付けられている。先述のように、ロンドンのハイドパークのサーペンタイン湖にはランズベリーのリドがある。